# Província de Biella
La Provincia de Biella  és una província que forma part de la regió del Piemont dins Itàlia. La seva capital és Biella.
Sitiada al nord de la regió, limita a l'oest amb la Vall d'Aosta, mentre que els altres costats estan tancats a la ciutat metropolitana de Torí i la província de Vercelli.
Té una àrea de 914 km², i una població total de 178.870 hab. (2016). Hi ha 82 municipis a la província.
La província de Biella, va néixer 18 febrer 1622, quan Carles Manuel I de Savoia
dividi les seves possessions a l'est dels Alps en 12 províncies. Aquesta divisió administrativa fou creada principalment per necessitats funcionals relacionades amb la recaptació dels imposts.
El 1859 la província de Biella es va abolir i va ser substituïda per un territori inclòs en la Província de Novara. Aquesta àrea el 1927 va passar a la nova província de Vercelli.
El 30 de novembre de 2013 es va aprovar la creació de nou de la Província de Biella.

## Municipis més importants
| Comune              | Població |
| ------------------- | -------- |
| Biella              | 46,182   |
| Cossato             | 15,058   |
| Vigliano Biellese   | 8,426    |
| Candelo             | 8,015    |
| Trivero             | 6,617    |
| Mongrando           | 4,037    |
| Valle Mosso         | 3,981    |
| Occhieppo Inferiore | 3,970    |
| Ponderano           | 3,904    |
| Gaglianico          | 3,893    |
| Cavaglià            | 3,688    |
| Andorno Micca       | 3,572    |